# Philip Hellström Bängs
Philip Hellström Bängs, född 24 mars 2003, är en svensk speedwayförare som kör för Smederna (Eskilstuna). Tidigare körde han för Masarna (Avesta). Han var med sina 16 år yngst i Elitserien 2019. Han blev 2017 Europamästare i 250cc-klassen som kördes i Plzeň och vann brons i 250cc-VM som avgjordes senare samma år i Prag.